# Lužice (okres Prachatice)
Obec Lužice (německy Luschitz) se nachází v okrese Prachatice v Jihočeském kraji, zhruba 2 km jižně od Netolic, 15 km východně od Prachatic a 20 km zsz. od krajského města Českých Budějovic. Obec leží v Šumavském podhůří (podcelek Bavorovská vrchovina, okrsek Netolická pahorkatina); v jejím katastru pramení Lužický potok.
Žije zde 40 obyvatel, čímž se Lužice řadí mezi obce v Česku s nejnižším počtem obyvatel.

## Historie
První písemná zmínka o obci pochází z roku 1400.

## Pamětihodnosti
- Výklenková kaplička na cestě směr Netolice